# Hugo Schiff
Hugo (Ugo) Schiff (26 de abril de 1834 - 8 de septiembre de 1915) fue un químico alemán. Descubrió las bases de Schiff y otros iminas, y fue responsable de la investigación de aldehídos y tenido la prueba de Schiff que lleva su nombre. También trabajó en el campo de los aminoácidos y el reactivo de Biuret.
Nacido en Fráncfort del Meno, Schiff fue alumno de Friedrich Wöhler en Gotinga. Realizó su tesis doctoral ( Über einige naftil-und Phenylderivate ) también supervisado por Wöhler en 1857. En el mismo año, debido a la agitación política, Schiff abandonó Alemania en 1857 para Suiza y la Universidad de Berna. Era partidario del socialismo y se dice que mantenía correspondencia con Karl Marx y con Friedrich Engels. También fue cofundador del periódico socialista italiano L'Avanti en 1894.
Schiff se trasladó a Italia en 1863 para sostener posiciones en Pisa y Florencia (Museo di Storia Naturale). En 1870 fue cofundador de la Gazzetta Chimica Italiana junto a Stanislao Cannizzaro. En 1877 se convirtió en profesor de Química General en Turín y regresó a Florencia en 1879 como profesor de Química General en lo que más tarde se convertiría en la Universidad de Florencia, donde fundó el Instituto de Química de la Universidad de Florencia. Schiff murió en Florencia.
En la Universidad de Florencia, el Hugo Schiff International House tienda todavía existe hoy.

## Literatura
- Introduzione allo studio della chimica, serie di lezioni tenute dal Prof. Schiff presso il Museo di Scienze Naturali, Edizioni Loescher, Torino 1876

- Prof. Hugo Schiff (ed.) Einführung in das Studium der Chemie. Verlag von Theobald Grieben, Berlín 1876

- Hugo Schiff (ed.) Untersuchungen über Metallhaltige Anilinderivate und über die Bildung des Anilinroths. J. Springer, Berlín 1864

- Appunti dalle lezioni del Prof. Ugo Schiff compilati dal suo allievo Andrea Torricelli, Vol. I–II, 1897.